# U-637
U-637 – niemiecki okręt podwodny (U-Boot) typu VII C z okresu II wojny światowej. Okręt wszedł do służby w 1942 roku.

## Historia
Wcielony do 5. Flotylli U-Bootów celem szkolenia załogi, od lipca 1944 roku kolejno w 1., 8. i 5. Flotylli jako jednostka bojowa.
Odbył trzy patrole bojowe, podczas jednego z nich zatopił radziecki patrolowiec ZOP MO-594 (56 t).
26 kwietnia 1945 roku U-Boot został zaatakowany i poważnie uszkodzony przez dwie norweskie łodzie torpedowe (MTB). Wielu członków jego załogi straciło życie, a ranny dowódca, Kptlt. Wolfgang Riekeberg, popełnił samobójstwo.
Poddany 9 maja 1945 roku w Stavanger (Norwegia), przebazowany do Loch Ryan (Szkocja). Zatonął w trakcie holowania 21 grudnia 1945 roku podczas operacji Deadlight.